# Mohrenthal
Mohrenthal bzw. Mohrental ist eine kleine Ansiedlung um ein Einzelgehöft von Rittersdorf im Landkreis Weimarer Land in Thüringen.

## Lage
Etwa eineinhalb Kilometer westlich von Rittersdorf befindet sich die Ansiedlung Mohrental auf einer erhöhten Ebene der etagenmäßigen Gemarkung Richtung Kranichfeld. Über Wirtschaftswege haben die 30 Einwohner Verbindung zum Umland und in das Ilmtal zur Bundesstraße 87. Die Gemarkung der aus Muschelkalk gebildeten Böden ist kupiert und grundwasserfern. Die etagenmäßigen Raine sind bestrüppt oder mit Bäumen bewachsen. Die Ilm-Saale-Platte ist dort maximal 450 Meter über NN.

## Geschichte
1294 wurde das damalige Gehöft erstmals urkundlich erwähnt.